# Célestin-Marie Gaoua
Célestin-Marie Gaoua, né le 6 avril 1957 à Wahala (Togo), est un prélat catholique togolais, évêque du diocèse de Sokodé depuis 2016.

## Biographie

### Jeunesse
Célestin-Marie Bawilima Gaoua est né au sud du Togo à Wahala. Il est élève au petit séminaire Saint-Paul d’Atakpamé puis du lycée d’Etat. Il poursuit ses études au Bénin où il intègre le séminaire Saint-Gall de Ouidah .

### Ministère
Le 27 décembre 1986, il est ordonné prêtre pour le Diocèse d'Atakpamé par Mgr Philippe Fanoko Kossi Kpodzro. Ce dernier le nomme recteur du foyer du petit séminaire Saint-Paul d’Atakpamé, puis en 1991 du séminaire moyen Père-Jérémie-Moran d’Atakpamé.
Il reprend ses études en 1994. Il est envoyé en France à la faculté de théologie catholique de Strasbourg. De 1997 à 1999, il est vicaire de la paroisse Saint-Joseph de Montigny-les-Metz en Moselle.
En 2000, il est envoyé comme prêtre Fidei donum dans le diocèse de Sokodé où il assume la charge de recteur de la cathédrale, mais aussi entre 2005 et 2007 administrateur de la paroisse Notre-Dame de la Visitation à Kulundé.
En 2009, il est nommé recteur du séminaire de Tchitchao, dans le diocèse de Kara.

## Evêque de Sokodé

### Consécration
Le pape François le nomme quatrième évêque du diocèse de Sokodé le 3 janvier 2016. Il succède à Mgr Ambroise Djoliba. Il est consacré le 5 mars 2016 par Mgr Brian Udaigwe, archevêque titulaire de Suelli (de) et nonce apostolique et les co-consécrateurs sont Mgr Ambroise Djoliba, évêque émérite de Sokodé et Mgr Denis Amuzu-Dzakpah, archevêque de Lomé.
Consacré pendant l’année jubilaire de la Miséricorde, Mgr Gaoua choisit pour devise épiscopale : « Ad Misericordiae Servitium » (Au service de la Miséricorde). 
Le président Faure Gnassingbé a assisté à cette consécration comme de nombreux ministres et parlementaires.

### Synode des jeunes
En 2018, Mgr Gaoua participe au synode des jeunes à Rome.

### Apôtre de la paix
À plusieurs reprises, Mgr Gaoua prêche la paix et le vivre-ensemble : « nous essayons de construire un climat de paix » a-t-il coutume de dire.

### Jumelage avec le diocèse de Beauvais
En septembre 2017, il est reçu à Beauvais par Mgr Jacques Benoit-Gonnin. Dans deux entretiens pour la revue Peuples du monde, les prélats font états du projet de jumelage entre les deux diocèses. Pour Mgr Gaoua : « Dieu souhaite que nous nous ouvrons les uns aux autres. Que l’Église de Sokodé s’ouvre, que celle de Beauvais s’ouvre aussi. » En octobre 2019, l’évêque de Beauvais est accueilli à Sokodé. Le diocèse de Beauvais accueille un prêtre du diocèse de Sokodé comme prêtre Fidei donum.